# Lose My Mind (The Wanted)
Lose My Mind è un brano musicale pop della boy band britannica The Wanted, scritto da Nina Woodford, Rami Yacoub e Carl Falk. Il brano è stato pubblicato come terzo singolo estratto dall'album The Wanted il 26 dicembre 2010 dalla Geffen Records.

## Tracce
CD singolo
1. Lose My Mind (Radio Edit)
2. Lose My Mind (Cahill Radio Remix)
3. Lose My Mind (video)
4. Best of Wanted Wednesday (video)

EP digitale
1. Lose My Mind (Radio Edit)
2. For the First Time (BBC Live Version)
3. Heart Vacancy (BBC Live Version)

EP digitale remix
1. Lose My Mind (Radio Edit)
2. Lose My Mind (Cahill Dub)
3. Lose My Mind (Cahill Club Remix)
4. Lose My Mind (Gavin Cool Remix) (featuring Scorcher)
5. Lose My Mind (7th Heaven Club Remix)

## Classifiche
| Classifica (2011) | Posizione più alta |
| ----------------- | ------------------ |
| Irlanda           | 30                 |
| Scozia            | 24                 |
| Regno Unito       | 19                 |